# 小行星7283
小行星7283是一颗围绕太阳公转的小行星。1989年10月4日，亨利·德波鸿诺在拉西拉天文台发现了此天体。
这颗小行星的绝对星等为147.67279等。